# Bundestagswahlkreis Suhl – Schmalkalden-Meiningen – Hildburghausen
Der Bundestagswahlkreis Suhl – Schmalkalden-Meiningen – Hildburghausen (Wahlkreis 197) war ein Wahlkreis in Thüringen. Er umfasste die kreisfreie Stadt Suhl sowie die Landkreise Schmalkalden-Meiningen und Hildburghausen. Bei der Bundestagswahl 2005 waren 206.997 Einwohner wahlberechtigt; vier Jahre zuvor waren es noch 213.525 Einwohner gewesen. Der Vorgängerwahlkreis mit ähnlichem Territorium war der Wahlkreis Suhl – Schmalkalden – Ilmenau – Neuhaus. Zur Bundestagswahl 2017 wurde der Wahlkreis um den Landkreis Sonneberg vergrößert und  zum Bundestagswahlkreis Suhl – Schmalkalden-Meiningen – Hildburghausen – Sonneberg (Wahlkreis 196) umgegliedert.

## Bundestagswahl 2013
Sie fand am 22. September 2013 statt.
| Direktkandidat  | Partei       | Erststimmen in % | Zweitstimmen in % |
| --------------- | ------------ | ---------------- | ----------------- |
| Mark Hauptmann  | CDU          | 42,0             | 39,7              |
| Iris Gleicke    | SPD          | 18,3             | 16,3              |
| Frank Fiedler   | FDP          | 1,4              | 2,4               |
| Simone Maaß     | GRÜNE        | 2,9              | 4,0               |
| Jens Petermann  | LINKE        | 27,3             | 25,0              |
| Bernd Schreiner | PIRATEN      | 2,8              | 2,0               |
| Tobias Kammler  | NPD          | 3,7              | 3,1               |
| Thoralf Quent   | Freie Wähler | 1,6              | 1,5               |
| —               | AfD          | —                | 5,1               |
| —               | REP          | —                | 0,2               |
| —               | ÖDP          | —                | 0,5               |
| —               | MLPD         | —                | 0,1               |

## Bundestagswahl 2009
Die Bundestagswahl 2009 erbrachte folgendes Ergebnis im Wahlkreis:
| Direktkandidat    | Partei  | Erststimmen in % | Zweitstimmen in % |
| ----------------- | ------- | ---------------- | ----------------- |
| Jens Petermann    | LINKE   | 32,2             | 31,7              |
| Alexander Kästner | CDU     | 30,8             | 29,7              |
| Iris Gleicke      | SPD     | 21,0             | 17,6              |
| Lutz Recknagel    | FDP     | 8,0              | 9,4               |
| Simone Maaß       | GRÜNE   | 4,6              | 5,2               |
| Hendrik Heller    | NPD     | 3,4              | 3,1               |
| —                 | PIRATEN | —                | 2,4               |
| —                 | REP     | —                | 0,4               |
| —                 | ÖDP     | —                | 0,3               |
| —                 | MLPD    | —                | 0,1               |

## Bundestagswahl 2005
Die Bundestagswahl 2005 hatte folgendes Ergebnis:
| Direktkandidat   | Partei      | Erststimmen in % | Zweitstimmen in % | Bundestagswahl 2002 Zweitstimmen in % |
| ---------------- | ----------- | ---------------- | ----------------- | ------------------------------------- |
| Iris Gleicke     | SPD         | 30,4             | 30,3              | 39,7                                  |
| Steffen Harzer   | LINKE       | 28,9             | 27,8              | 18,8                                  |
| Marcus Kalkhake  | CDU         | 27,0             | 24,7              | 29,5                                  |
| Lutz Recknagel   | FDP         | 5,2              | 7,8               | 5,5                                   |
| Ulrich Töpfer    | GRÜNE       | 3,2              | 4,0               | 3,5                                   |
| Kurt Hoppe       | NPD         | 3,7              | 3,5               | 0,8                                   |
| —                | REP         | —                | 0,8               | 0,8                                   |
| —                | GRAUE       | —                | 0,7               | 0,3                                   |
| —                | MLPD        | —                | 0,4               | —                                     |
| Klemens Zentgraf | FAMILIE     | 1,6              | —                 | —                                     |
| —                | Offensive D | —                | —                 | 1,0                                   |

## Bisherige Abgeordnete
Direkt gewählte Abgeordnete des Wahlkreises waren:
| Wahl | Name           | Partei    | Erststimmen in % |
| ---- | -------------- | --------- | ---------------- |
| 2009 | Jens Petermann | Die Linke | 32,2             |
| 2005 | Iris Gleicke   | SPD       | 30,4             |
| 2002 | Iris Gleicke   | SPD       | 35,6             |
| 1998 | Iris Gleicke   | SPD       | 33,6             |
| 1994 | Claudia Nolte  | CDU       | 44,9             |
| 1990 | Claudia Nolte  | CDU       | 42,6             |

## Wahlkreisgeschichte
| Wahl      | Wahlkreisname                                      | Gebiet                                                                                    |
| --------- | -------------------------------------------------- | ----------------------------------------------------------------------------------------- |
| 1990–1998 | 307 Suhl – Schmalkalden – Ilmenau – Neuhaus        | Suhl, Landkreis Suhl, Landkreis Schmalkalden, Landkreis Ilmenau, Kreis Neuhaus am Rennweg |
| 2002      | 199 Suhl – Schmalkalden-Meiningen – Hildburghausen | Suhl, Landkreis Schmalkalden-Meiningen, Landkreis Hildburghausen                          |
| 2005      | 198 Suhl – Schmalkalden-Meiningen – Hildburghausen | Suhl, Landkreis Schmalkalden-Meiningen, Landkreis Hildburghausen                          |
| 2009–2013 | 197 Suhl – Schmalkalden-Meiningen – Hildburghausen | Suhl, Landkreis Schmalkalden-Meiningen, Landkreis Hildburghausen                          |